# 메이조 대학
메이조 대학(일본어: 名城大学, Meijo University)은 일본의 사립대학이다. 대학 본부는 아이치현 나고야시 덴파쿠구(天白區)에 있다.

## 연혁
메이조 대학의 기원은 1926년에 설립된 나고야 고등 이공과강습소(名古屋高等理工科講習所)이다. 1947년에 나고야 전문학교로 개칭하여 1949년에 메이조 대학으로 승격하였다.
- 1926년 : 나고야 고등 이공과강습소 설립.
- 1928년 : 나고야 고등 이공과학교로 개칭.
- 1947년 : 나고야 전문학교로 개칭.
- 1949년 : 메이조 대학 발족 (학부: 상학부).
- 1950년 : 법상(法商)학부, 이공학부, 농학부, 단기대학부를 설치 (상학부 폐지).
- 1954년 : 약학부, 대학원 석사과정을 설치.
- 1965년 : 대학 본부가 현 덴파쿠(天白) 캠퍼스로 이전.
- 1967년 : 법상학부를 분리: 법학부, 상학부.
- 1969년 : 대학원 박사과정을 설치.
- 1995년 : 가니(可兒) 캠퍼스에 도시정보학부를 설치.
- 2000년 : 상학부를 분리: 경영학부, 경제학부.
- 2003년 : 인간학부를 설치.

## 캠퍼스
- 덴파쿠(天白) 캠퍼스: 대학 본부 캠퍼스.
- 아이치현 나고야시 덴파쿠 구(天白區) 시오가마구치(塩釜口) 1-501.
- 야고토(八事) 캠퍼스: 약학부 캠퍼스.
- 아이치 현 나고야 시 덴파쿠 구(天白區) 야고토야마(八事山) 150.
- 가니(可兒) 캠퍼스: 도시정보학부 캠퍼스.
- 기후현 가니시(可兒市) 니지가오카(虹ヶ丘) 4-3-3.

## 조직

### 학부
- 법학부
- 경영학부
- 경제학부
- 이공학부
- 농학부
- 인간학부
- 약학부 (6년제)
- 도시정보학부

### 대학원
- 법학 연구과
- 경영학 연구과
- 경제학 연구과
- 이공학 연구과
- 농학 연구과
- 약학 연구과
- 종합학술 연구과
- 도시정보학 연구과
- 법무 연구과 (법과대학원)
- 대학/학교 만들기 연구과 (일본어: 大学・学校づくり研究科, Graduate School of Professional Development for Educational Design and Management, 석사과정)

### 부속기관
- 도서관
- 정보 센터
- 종합연구소
- 학술연구 지원 센터
- 분석 센터
- 의약정보 센터
- 아시아 연구소
- 농학부 부속 농장

## 같이 보기
- 야고토역
- 니시카니역